# Synchaeta
Synchaeta är ett släkte av hjuldjur som beskrevs av Ehrenberg 1832. Synchaeta ingår i familjen Synchaetidae.

## Dottertaxa tillSynchaeta, i alfabetisk ordning[1][2]
- Synchaeta arcifera
- Synchaeta atlantica
- Synchaeta bacillifera
- Synchaeta baltica
- Synchaeta bicornis
- Synchaeta calva
- Synchaeta cecilia
- Synchaeta curvata
- Synchaeta cylindrica
- Synchaeta elsteri
- Synchaeta fennica
- Synchaeta glacialis
- Synchaeta grandis
- Synchaeta grimpei
- Synchaeta gyrina
- Synchaeta hutchingsi
- Synchaeta hyperborea
- Synchaeta johanseni
- Synchaeta jollyae
- Synchaeta kitina
- Synchaeta lakowitziana
- Synchaeta litoralis
- Synchaeta littoralis
- Synchaeta longipes
- Synchaeta monopus
- Synchaeta neapolitana
- Synchaeta oblonga
- Synchaeta pachypoda
- Synchaeta pachypoida
- Synchaeta pectinata
- Synchaeta prominula
- Synchaeta rousseleti
- Synchaeta rufina
- Synchaeta squamadigitata
- Synchaeta stylata
- Synchaeta tamara
- Synchaeta tavina
- Synchaeta tremula
- Synchaeta tremuloida
- Synchaeta triophthalma
- Synchaeta verrucosa
- Synchaeta vorax